# Блиндер, Борис Маркович
Борис Маркович Блиндер (18 апреля 1913 — 6 марта 1998) — советский шашист (русские шашки). Гроссмейстер СССР (1991).

## Биография
В детстве остался с братом Соломоном Блиндером без родителей. В числе других беспризорных детей, он был зачислен в киевскую трудовую школу-интернат. Здесь одиннадцатилетний мальчик и приобщился к шашкам. Его имя стало широко известно в стране после публикации в журнале «64» в 1928 году статьи «Юный талант». В ней рассказывалось об успешных поединках юного шашиста-школьника с заезжавшими в Киев мастерами, приводились и составленные им этюды.
Трёхкратный чемпион СССР (5-й чемпионат СССР, Москва-1934; 14-й, Ленинград-1952; 18-й, Харьков-1957). Чемпион СССР по композиции (1967 год). Единственный, кто выигрывал первенство Союза как игрок и как композитор.
Участник 17 чемпионатов СССР. 4 серебряные медали: 1945, 1947 годы- в обоих чемпионатах — по 11 очков из 17, вслед за И.Куперманом, набравшим на пол-очка больше, 1951 год — 10 очков из 17, вслед за З.Цириком, опередившим Б.Блиндера на пол-очка, 1959 год — 1-3 место и серебряная медаль вслед за З.Цириком после дополнительного матч-турнира З.Цирик — Б.Блиндер — В.Щёголев, в котором герой нашего очерка не проиграл ни одной партии.
Чемпион СССР в составе команды «Авангард» (1968), обладатель кубка СССР (1970), двенадцатикратный чемпион Украины (1937, 1938, 1940, 1946, 1950, 1951, 1952, 1953, 1954, 1955, 1957, 1958 гг.).
В своё время самый юный мастер спорта СССР по шашкам, выполнил норму в 17 лет, разделив 4-6 места с 10 очками из 17 (+4 =12 −1) на чемпионате СССР.
Автор свыше ста этюдов, удостоенных первых призов на многих конкурсах.
В русских шашках дебют, начинающийся после ходов 1. c3-b4 f6-g5 2. d2-c3 b6-a5 называется «Игра Блиндера». Вариант Блиндера в игре Филиппова сейчас выделяется в отдельный дебют
Игра Филиппова — Блиндера.